# Heidehöhe
Die Heidehöhe bei Gröden, auf der brandenburgischen Seite des Heideberges gelegen, ist mit 201,4 m ü. NHN die höchste Erhebung Brandenburgs und liegt an der Grenze dieses deutschen Landes (Landkreis Elbe-Elster) zu Sachsen (Landkreis Meißen); als „höchster Berg“ Brandenburgs wird mit 201 m Höhe der Kutschenberg bezeichnet. Auf der Heidehöhe steht der Aussichtsturm Heidebergturm.

## Geographische Lage
Die Heidehöhe befindet sich in den Grödener Bergen etwa 2 km südlich von Gröden, 3 km westlich von Hirschfeld (beide Brandenburg), 2 km nördlich von Strauch (Sachsen) und 3 km südöstlich von Merzdorf (Brandenburg).
Nördlich vorbei an der Heidehöhe, vorbei an Hirschfeld, Gröden und Merzdorf, fließt in Ost-West-Richtung die Pulsnitz, westlich verläuft in Süd-Nord-Richtung die Große Röder und südlich in Ost-West-Richtung deren Zufluss Elligastbach.

## Allgemeines

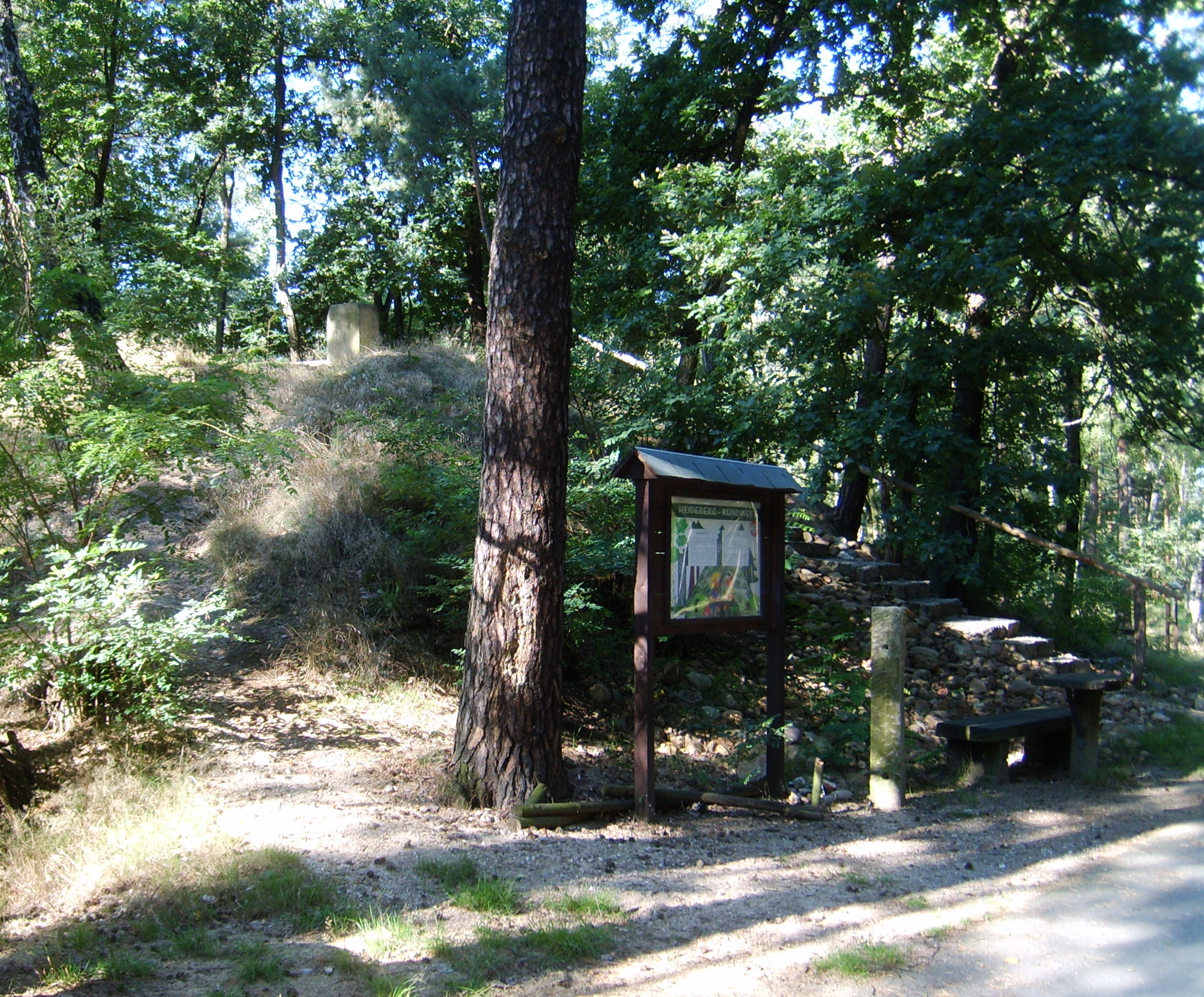
Stele und Informationstafel auf der Heidehöhe (Brandenburg); dahinter als künstlicher Hügel der Heideberg (Sachsen)

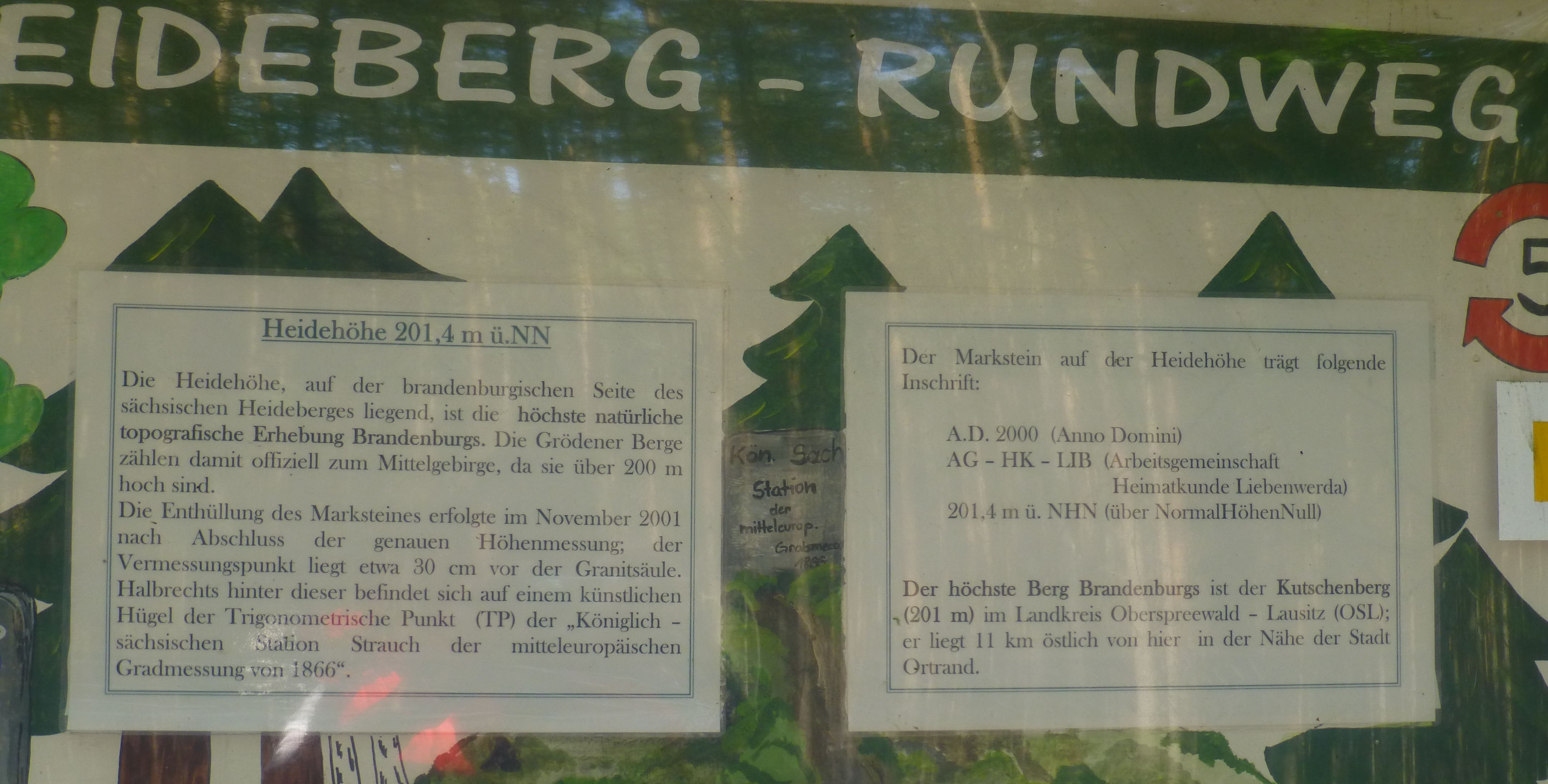
Informationstafel an der Heidehöhe am Heideberg-Rundweg

Durch Höhenmessungen im Jahr 2000 fand man heraus, dass die Heidehöhe die höchste topographische Erhebung in Brandenburg ist. An dieser Stelle wurde 2001 von der Arbeitsgruppe Heimatkunde Liebenwerda (Kreismuseum Bad Liebenwerda) ein kleines Granit-Monument aufgestellt, auf dem zu lesen ist: „HEIDEHÖHE 201,4 m ü. NHN“.
In unmittelbarer Nachbarschaft dieses Punktes ist ein künstlich aufgeschütteter 5 m hoher Hügel mit einem trigonometrischen Punkt zu sehen, der sich bereits auf sächsischer Seite befindet und eine Höhe von 206,1 m erreicht. Er diente zur Erstellung eines trigonometrischen Netzes der Königlich-Sächsischen Triangulation, die von 1862 bis 1890 auf dem Staatsgebiet des Königreiches Sachsen durchgeführt wurde und als Lebenswerk des sächsischen Professors Christian August Nagel gilt.  Manche Hinweisschilder vor Ort unterscheiden die Bezeichnungen „Heidehöhe“ (höchster Punkt Brandenburgs) und „Heideberg“ (Hügel in Sachsen).

## Heidebergturm

Heidebergturm

Das dicht bewaldete Gelände der Heidehöhe erlaubt keine guten Ausblicke ins umliegende Land. Bereits 1853 wurde durch Bernhard von Rochow, dem Gutsbesitzer von Strauch, ein Holzturm errichtet. Nach der Zerstörung durch ein Unwetter 1862 wurde ein Turm in massiver Bauweise neu aufgebaut. 1945 wurde er endgültig zerstört. Später gab es einen hölzernen Vermessungsturm, der um 1990 abgerissen wurde.
2007 beschloss die Gemeindeverwaltung in Gröden, einen neuen Aussichtsturm zu bauen. Der 34 m hohe Heidebergturm wurde aus Gemeindemitteln finanziert und sollte zu Baubeginn im April 2008 etwa 320.000 Euro kosten. Der geplante Fertigstellungstermin im September 2008 konnte wegen eines auf Grund mangelhafter Holzqualität verhängten Baustopps nicht eingehalten werden. Erst fast ein Jahr später, am 15. August 2009, wurde der Turm im Beisein des Grödener Bürgermeisters Claus Vogt sowie des Landrats des Landkreises Elbe-Elster, Klaus Richter, eingeweiht. Der Turm steht etwa 150 m östlich des Heidehöhengipfels und wenige Meter nördlich der Grenze im Land Brandenburg. Er ähnelt in seiner Bauweise dem 2003 bei Groß Wasserburg errichteten 28 m hohen Aussichtsturm Wehlaberg, ist jedoch um zwei Stockwerke höher. Die auf etwa 30 m Höhe liegende überdachte Aussichtsplattform ist über insgesamt 162 Stufen erreichbar.

## Galerie

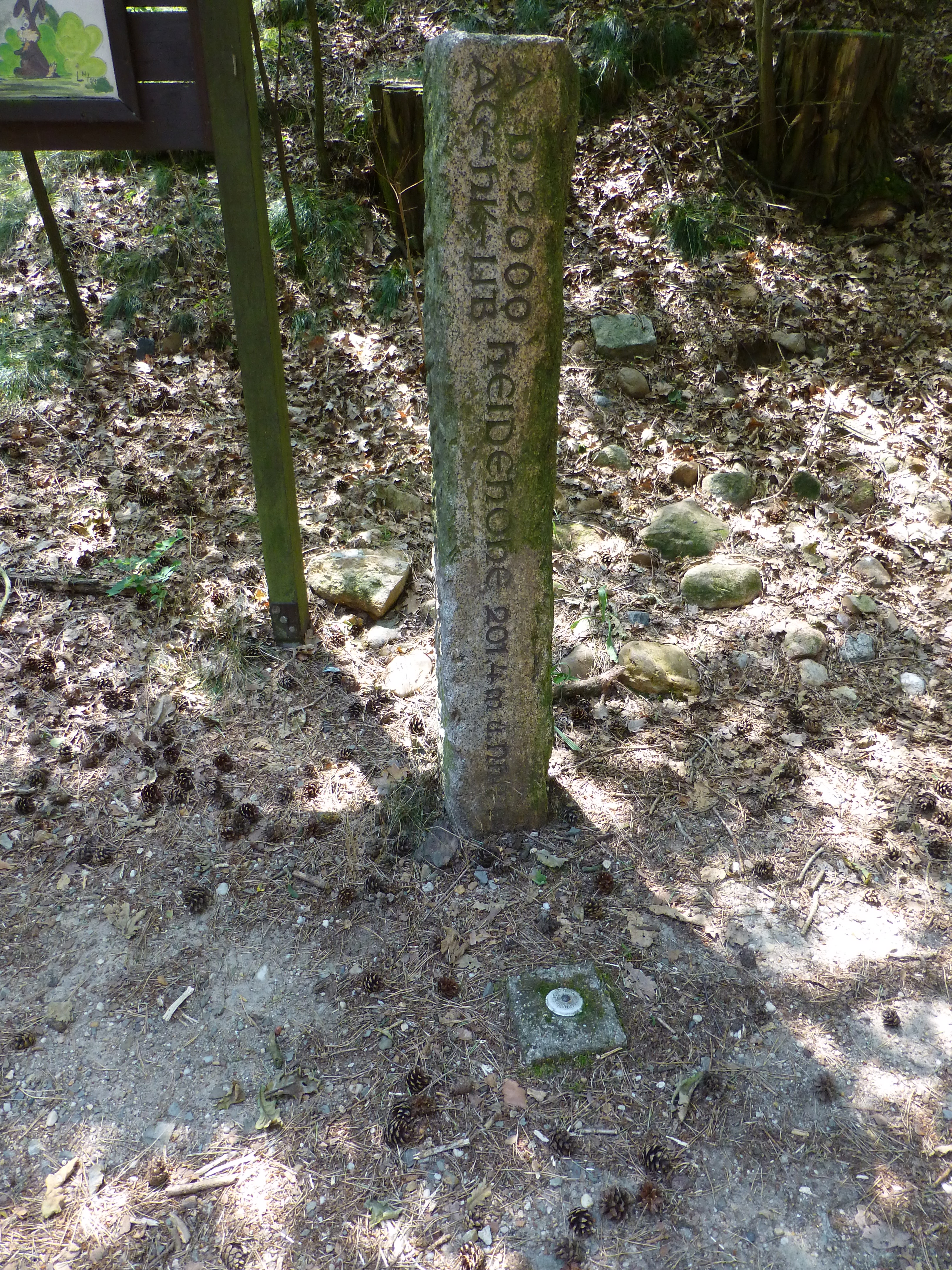
Stele und trigonometrischer Punkt auf der Heidehöhe in Brandenburg
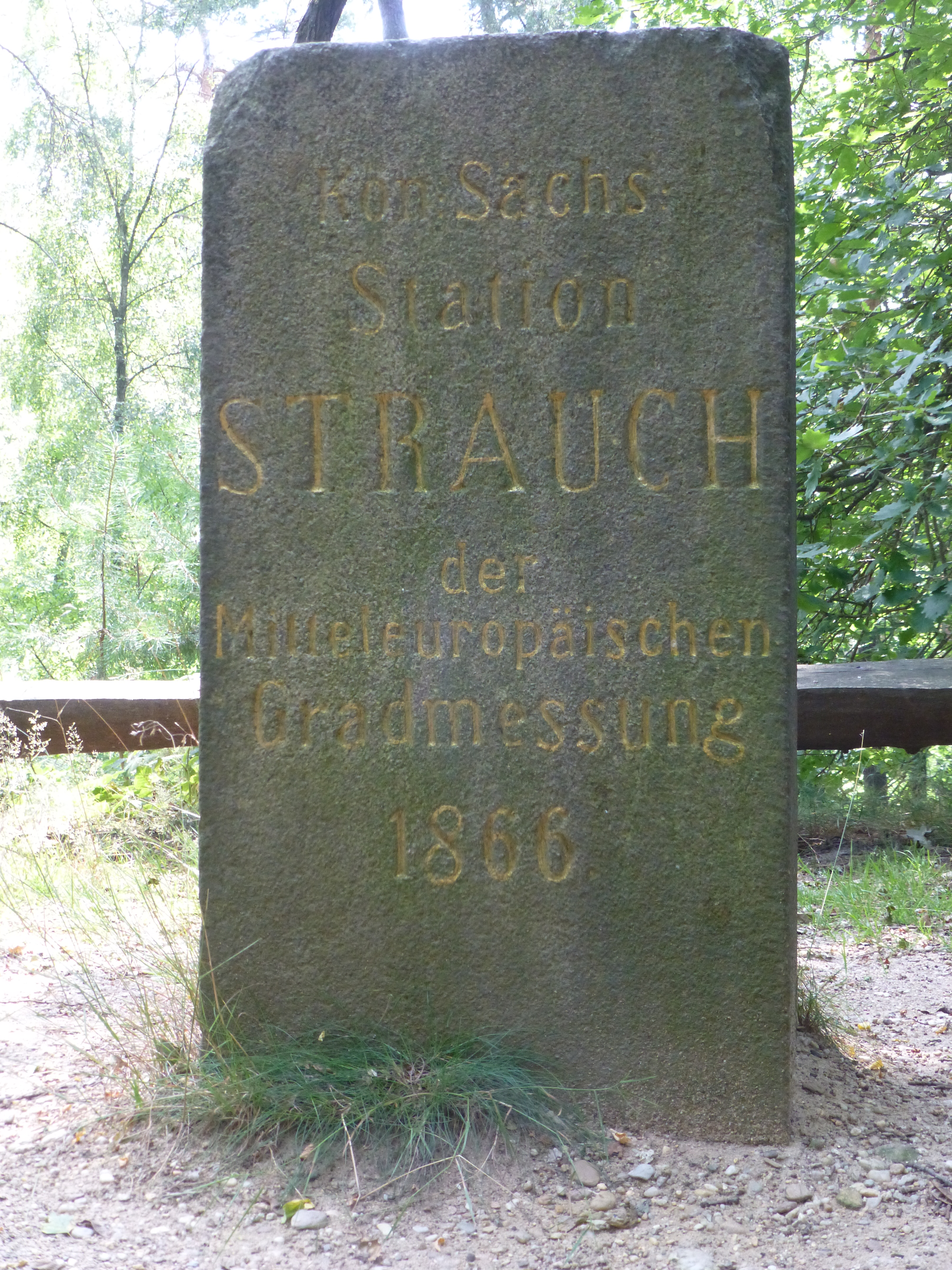
Historischer Triangulationsstein Station Strauch auf dem Heideberg in Sachsen
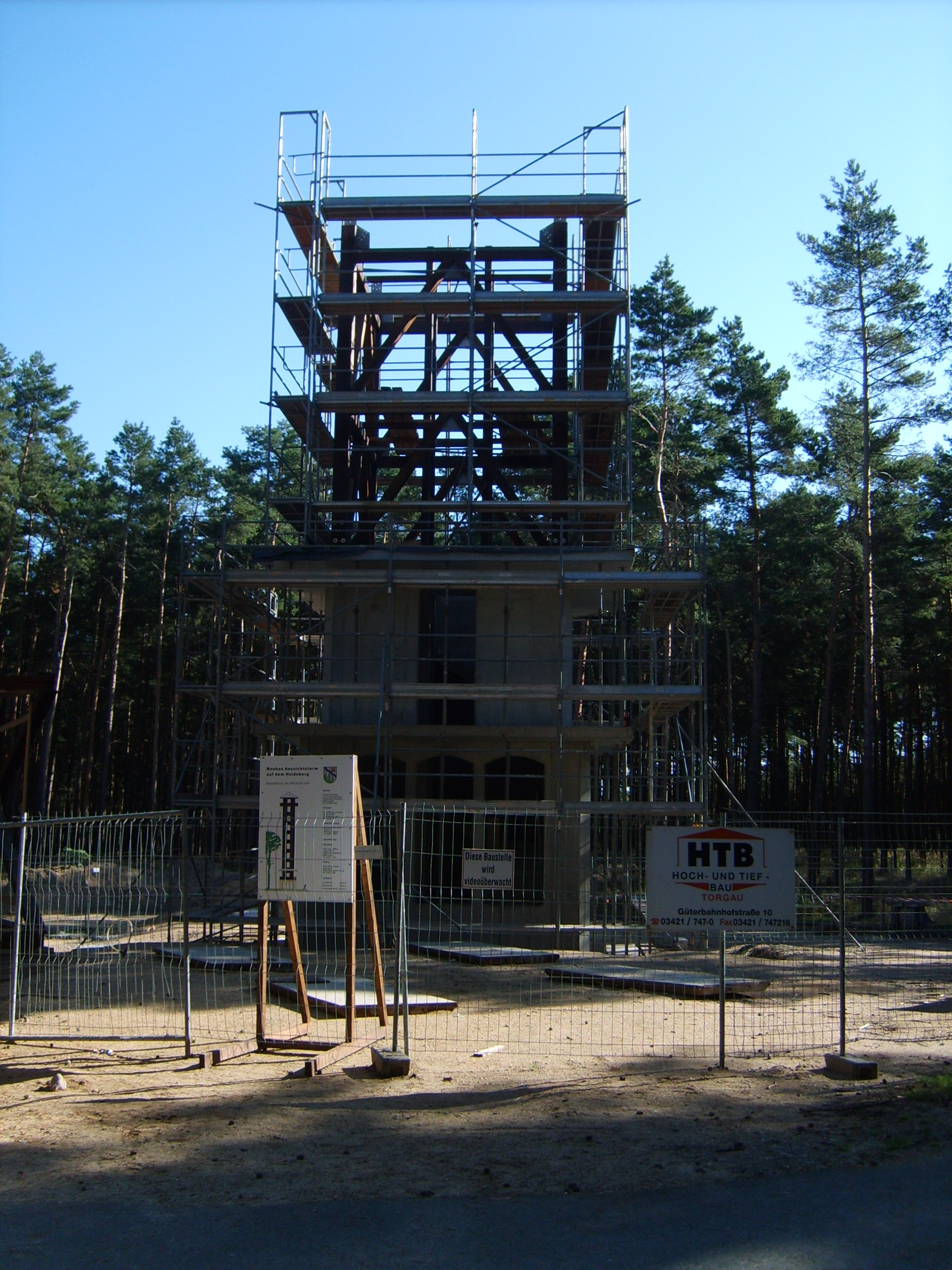
In Bau befindlicher Heidebergturm (August 2008)